# Na Plachtě 3
Přírodní památka Na Plachtě 3 o rozloze 17,01 ha se nachází na jihovýchodním okraji Hradce Králové v těsné blízkosti přírodních památek Na Plachtě 1 a Na Plachtě 2, které byly v letech 2013 a 2014 sloučeny v jeden celek – PP Na Plachtě. Přírodní památka Na Plachtě 3 byla vyhlášena v roce 2012 na základě petice podané Královéhradeckému kraji v listopadu 2009.
Území přírodní památky Na Plachtě 3 je významnou bezlesou lokalitou. Tvoří ji suchá vřesoviště, písčiny, slatinné louky, porosty rozptýlených křovin a periodické vodní plochy. Proto se ochrana této lokality zaměřuje na jejich zachování a obnovení. V rámci managementových opatření dochází v lokalitě PP k mozaikovému kosení, odstraňování invazních druhů rostlin, pastvě, mechanickému narušování půdního povrchu – ručně, technikou, koňmi, strhnutím drnu, údržbě periodických vodních ploch, vypalování vřesoviště a odstraňování skládek.
Oblast přírodní památky je charakterizována svou unikátní florou a především faunou. Dosud na území přírodní památky Na Plachtě bylo nalezeno přibližně 720 druhů vyšších rostlin, 69 druhů mechů, 107 druhů hub a 2250 druhů živočichů. 107 druhů zde žijících organismů patří mezi ohrožené, silně ohrožené či kriticky ohrožené druhy. Devatenáct druhů je evropsky významných.

## Historie
Jedny z prvních zmínek o území přírodní památky jsou z 15. století, kdy byly založeny rybníky Jáma a Plachta. V roce 1766 byly postaveny první domy podél Moravské (v současnosti Brněnské) silnice a v roce 1864 továrna Petrof. Roku 1897 získala území PP armáda k vybudování vojenského cvičiště, které v letech 1918–1939 sloužilo i jako vojenské letiště. Celé území bylo pravděpodobně bezlesé, travnaté, sloužící k pastvě, která byla zakázána roku 1924 z důvodu bezpečného provozu letadel. Území armáda více či méně využívala až do roku 2009, kdy část území přírodní památky převzala Agentura ochrany přírody a krajiny České republiky.
V roce 1919 vznikly z části cvičiště políčka. V letech 1945–1946 vzniklo těžbou písku centrální jezírko nacházející se v PP Na Plachtě 2. Ostatní prohlubně vznikly intenzivní vojenskou činností.
Od 80. let ochránci přírody bojují za vyhlášení chráněného území Na Plachtě. V roce 1992 byl správním orgánům předložen projekt přírodovědného parku, který by sloužil jako ekologické, výzkumné a informační centrum. V roce 1998 byly vyhlášeny přírodní památky Na Plachtě 1 a 2. V listopadu 2009 byla Královéhradeckému kraji podána petice iniciovaná neziskovými organizacemi a podpořená 14 000 občany za vyhlášení přírodní památky Na Plachtě 3, petici osobně hejtmanovi předal Dan Bárta. V roce 2012 tak byla vyhlášena přírodní památka Na Plachtě 3. V roce 2020 se objevila zpráva, že město chce přírodní památku protnout silnicí do průmyslové zóny.

## Přírodní poměry

### Geomorfologie, geologie
Z geomorfologického hlediska území přírodní památky spadá do provincie Česká vysočina, soustavy Česká tabule, podsoustavy Východočeská tabule, celku Východolabská tabule, podcelku Pardubická kotlina a celku Královéhradecká kotlina.
Podloží přírodní památky je tvořeno slínovci a vápnitými jílovci svrchního turonu a coniacu, které ve střední části oblasti vystupují až k povrchu. Na nich se nachází říční terasy Orlice tvořené štěrkovými písky mindelského a risského stáří.
V oblasti se vyskytují slabě podzolované půdy.

## Klimatologie
Oblast náleží do teplé klimatické oblasti – T2, pro niž jsou typická dlouhá teplá suchá léta a krátké mírně teplé suché až velmi suché zimy s velmi krátkým trváním sněhové pokrývky. Jaro a podzim bývá velmi krátké a teplé až mírně teplé. Některé hodnoty:
- průměrné roční srážky: 600–650 mm
- průměrná roční teplota: v dubnu 8–9 °C
- průměrná teplota v říjnu 7–8 °C
- průměrné srážky v zimě: 200–300 mm
- průměrné srážky za vegetační období: 350–400 mm
- počet letních dnů: 50–60
- počet dnů se sněhovou pokrývkou 50–60[9][10]

### Flora
V přírodní památce lze najít rostliny vyskytující se na nejsušších stanovištích (píscích) až po vodní stanoviště (rybníky a tůně).
Mezi druhy vyhledávající písčitá stanoviště patří trávnička obecná (Armeria vulgaris). Na písčinách a cestách byly dále nalezeny druhy bělolist nejmenší (Filago minima), Berteroa incana, Digitaria ischaemum, Herniaria glabra, Hieracium pilosella, Hypochaeris radicata, Medicago lupulina, Plantago lanceolata, Potentilla argentea, Rumex acetosella, Rumex thyrsiflorus, Trifolium arvense, Dianthus deltoides, Agrostis capillaris, Scleranthus perennis, Polygonum rurivagum, Erigeron annuus, Securigera varia, Linaria vulgaris, lipnice smáčknutá (Poa compressa), Festuca brevipila, F. ovina a F. rubra. Kromě původních rostlin se zde vyskytují také náletové dřeviny (bříza, borovice, topol), invazní rostliny zlatobýl kanadský (Solidago canadensis), turan roční (Erigeron annuus), pupalka dvouletá (Oenothera biennsis) a expanzivní třtina křovištní (Calamagrostis epigejos].
Na loukách se vyskytuje psineček obecný (Agrostis capillaris), tomka vonná (Anthoxanthum odoratum), ovsík vyvýšený (Arrhenatherum elatius), třeslice prostřední (Briza media), kostřava červená (Festuca rubra agg.), metlice trsnatá (Deschampsia caespitosa), bezkolenec modrý (Molinia caerulea), krvavec toten (Sanguisorba officinalis), medyněk vlnatý (Holcus lanatus), smilka tuhá (Nardus stricta), Carex hirta, C. muricata agg., Rumex acetosa, Galium boreale, Ranunculus acris, Dactylorhiza majalis, Lotus corniculatus, Equisetum arvense a Lathyrus pratensis.
Na vřesovištích rostou druhy jako Achillea millefolium agg., Agrostis capillaris, Anthoxantum odoratum, Avenella flexuosa, Bromus mollis, Calluna vulgaris, Dianthus deltoides, Hieracium pilosella, Hypericum perforatum, Galium verum, Festuca brevipila, F. ovina, F. rubra agg., Rumex acetosella, Koeleria pyramidata, Potentilla argentea, P. erecta, Nardus stricta, Odontites rubra, Carex hirta, Echium vulgare, Luzula campestris, Erodium cicutarium, Oenothera sp. a Viola canina.
Nejvíce ohroženými druhy přírodní památky Na Plachtě 3 jsou hadí jazyk obecný (Ophioglossum vulgatum) a prstnatec májový (Dactilorhyza majalis).

### Fauna
Zvláště chráněné druhy obratlovců trvale nebo sezónně žijící na území PP jsou zmije obecná (Vipera berus) jako zástupce plazů a blatnice skvrnitá (Pelobates fuscus), čolek obecný (Triturus vulgaris) a čolek velký (Triturus cristatus) jako zástupci obojživelníků.
Zvláště chráněné druhy bezobratlých trvale nebo sezónně žijící na území PP jsou listonoh letní (Triops cancriformis), žábronožka letní (Branchipus schaefferi), modrásek očkovaný (Maculinea teleius), modrásek bahenní (Maculinea nausithous), zlatohlávek huňatý (Tropinota hirta) a majky: majka svraštělá (Meloe rugosus), majka fialová (Meloe violaceus) a majka obecná (Meloe proscarabaeus).

## Ochrana přírody
Hlavním předmětem ochrany je zachování a obnova raných sukcesních stádií a zachování zimovišť obojživelníků a plazů.

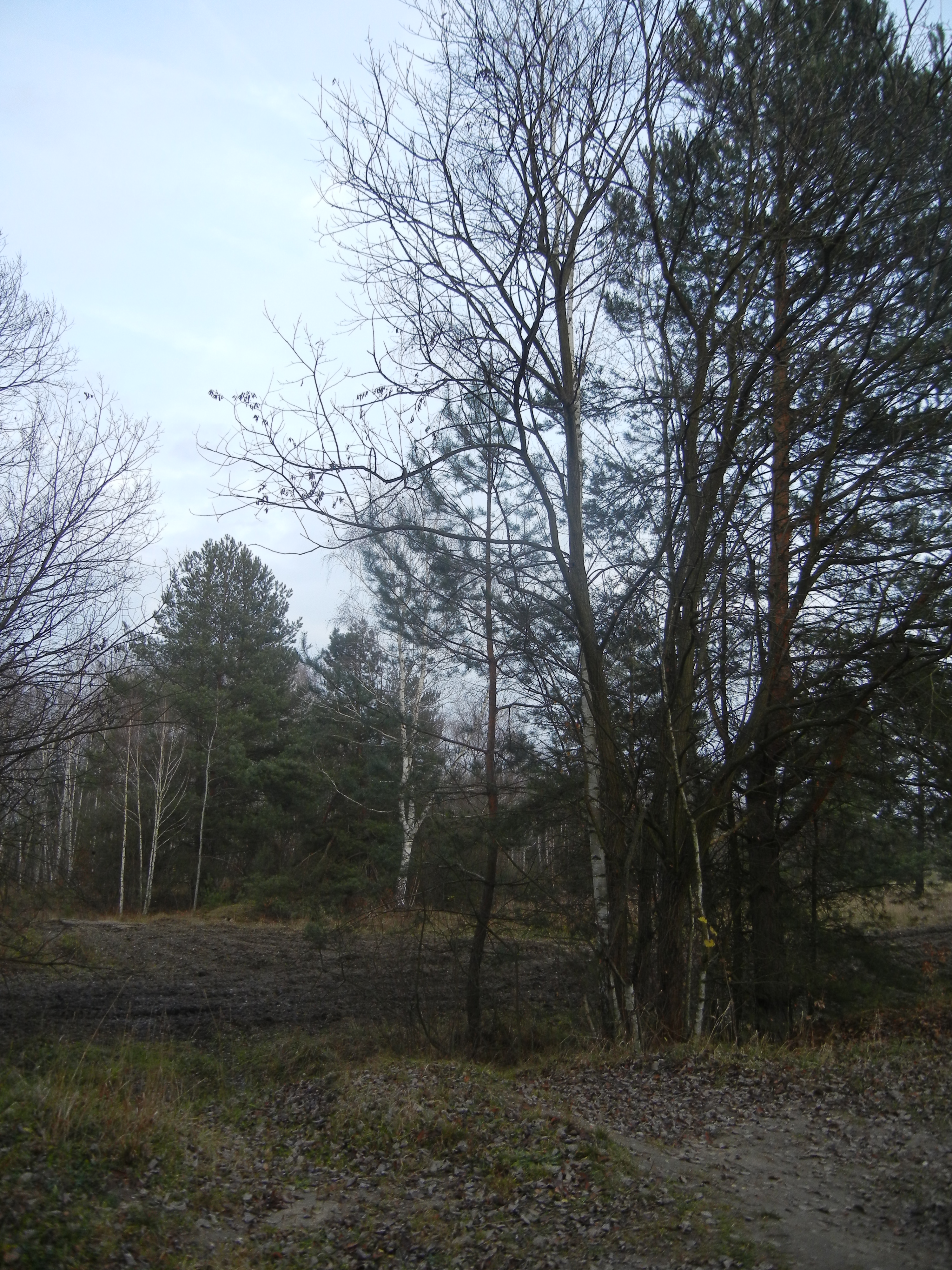
Disturbance

V rámci managementových opatření dochází v lokalitě PP k mozaikovému kosení, odstraňování invazních druhů rostlin, pastvě, mechanickému narušování půdního povrchu – ručně, technikou, koňmi, strhnutím drnu, údržbě periodických vodních ploch, vypalování vřesoviště a odstraňování skládek.
Oblast přírodní památky je charakterizována svou unikátní florou a především faunou. V oblasti přírodní památky Na Plachtě bylo nalezeno přibližně 720 druhů vyšších rostlin, 69 druhů mechů, 107 druhů hub a 2 250 druhů živočichů. 107 zde žijících organismů patří mezi ohrožené, silně ohrožené či kriticky ohrožené druhy. 19 druhů je evropsky významných.

### Zvláště chráněné ekosystémy

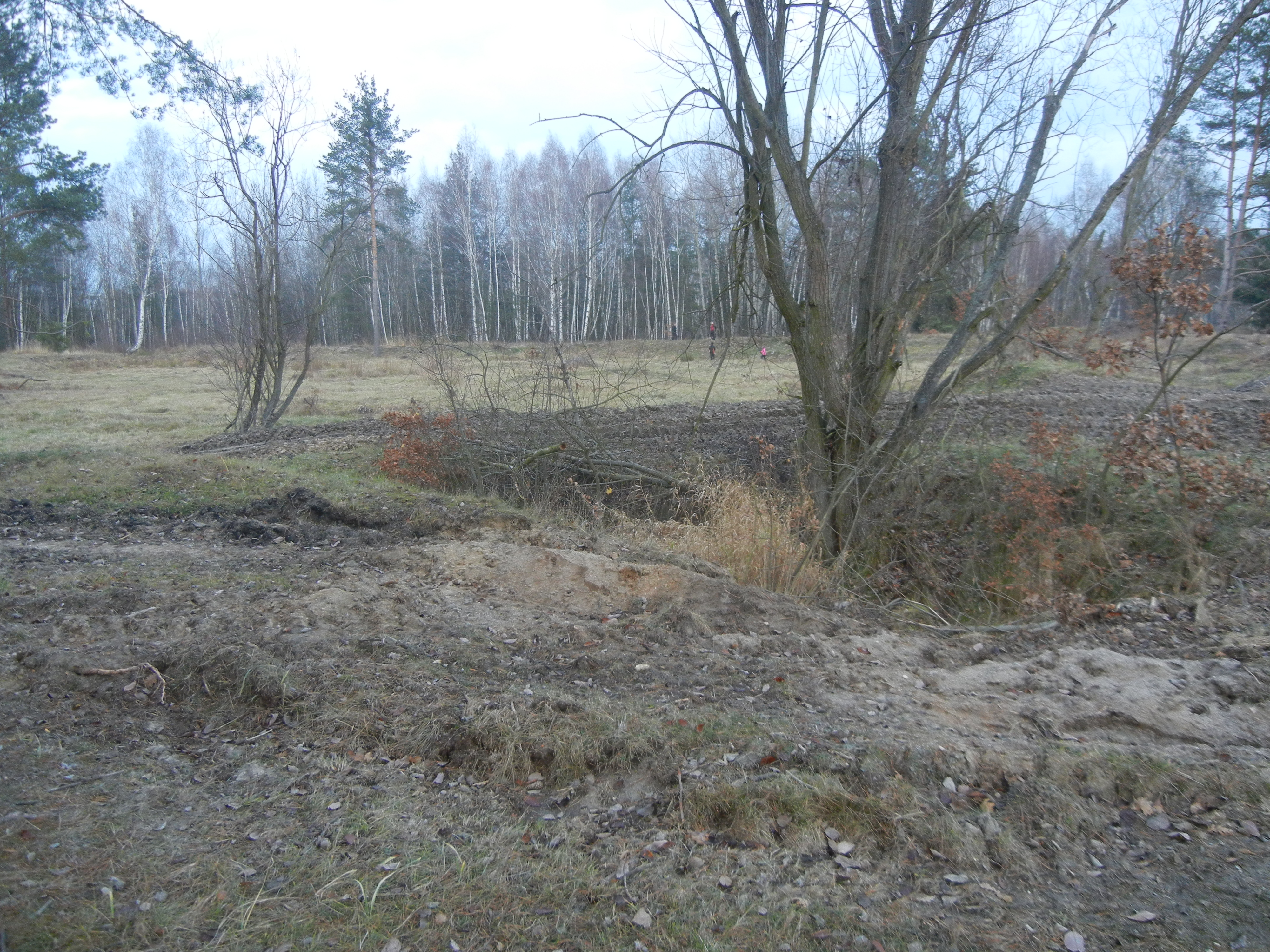
Disturbance

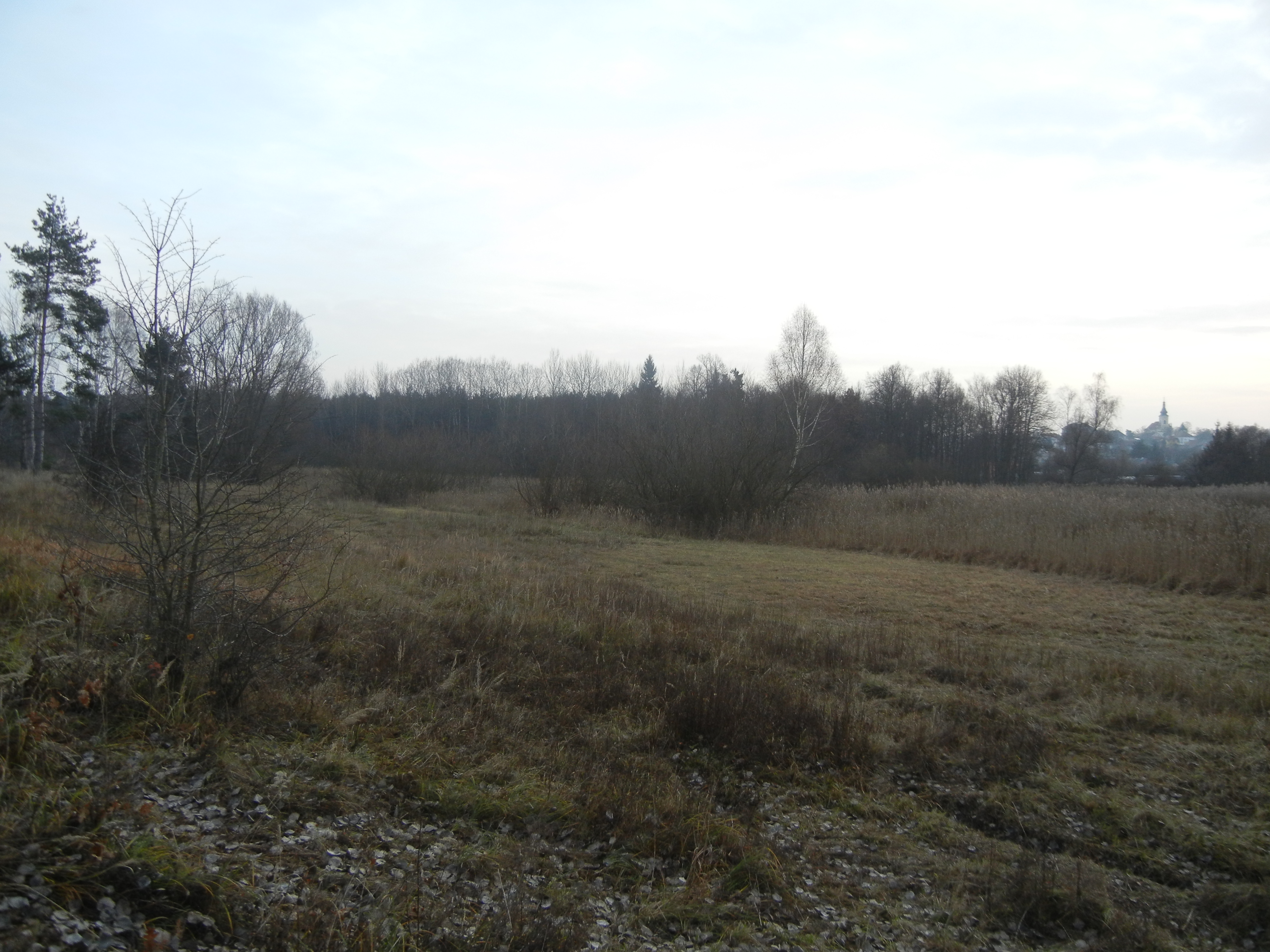
Luční společenstvo

Zvláště chráněnými ekosystémy nacházejícími se na území PP jsou suchá vřesoviště, obnažené písky, periodické vodní plochy a luční společenstva.

### Problémy přírodní památky

#### Samovolná sukcese
Jedním z hlavních problémů přírodní památky je samovolná sukcese. Činnost armády a pastva dobytka v minulosti způsobovaly disturbance potřebné pro udržení raných sukcesních stádií. Jejich absence způsobuje zarůstání porostů náletem a mizení původních společenstev. Obranou proti zarůstání je kosení, likvidace náletových dřevin a disturbance půdního povrchu.

#### Skládky odpadu
Na území se nachází velké množství černých skládek stavebního odpadu z 80. let 20. století, které ale nyní slouží jako zimoviště obojživelníkům a plazům, tudíž není vhodné je ve velkém likvidovat. Proto se průběžně likviduje pouze domovní odpad a skládky nevhodného složení a preventivně se usiluje o zamezení dalšího navážení odpadu.

#### Šíření nepůvodních druhů
Dalším problémem je šíření geograficky nepůvodních a ruderálních druhů rostlin. Mezi nepůvodní patří například rody lebeda (Atriplex), merlík (Chenopodium), pupalka (Oenothera) a druhy zlatobýl kanadský (Solidago canadensis), S. gigantea, rukevník východní (Bunias orientalis), turan roční (Erigeron annuus), trnovník akát (Robinia pseudacacia). Mezi ruderální druhy patří vratič obecný ( Tanacetum vulgare), pelyněk černobýl (Artemisia vulgaris), hulevník lékařský (Sisymbrium officinale).

#### Drenážní funkce kanalizace
V minulosti byla na území PP vybudována kanalizační stoka, která výrazně odvodňuje PP Na Plachtě 2. V rámci managementových opatření by měla být omezena drenážní funkce kanalizace nebo by se měla úplně zrušit.

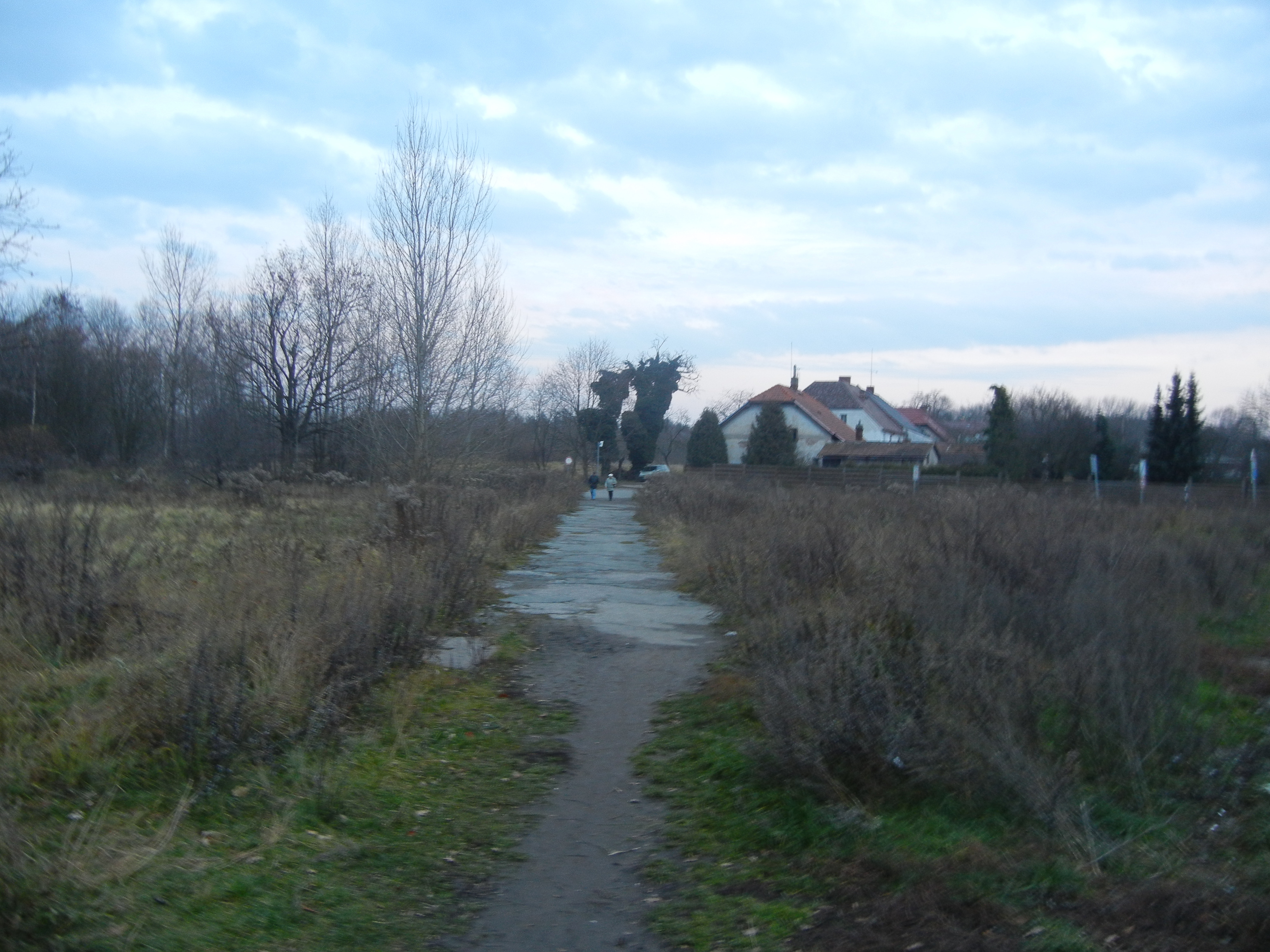
Část zástavby v okolí přírodní památky

#### Zástavba
PP ohrožuje také hrozba rozsáhlé městské zástavby přímo v přírodní památce nebo v území severně od hranice PP.

#### Lokalizace
Problém PP Na Plachtě 3 je i její lokalizace, protože území PP na severu a západě přímo navazuje na městskou zástavbu. Na jihu hraničí s PP Na Plachtě.

## Využití přírodní památky
Přírodní památka je navštěvována a využívána jak širokou veřejností tak odborníky. Obyvateli Hradce Králové je toto místo využíváno k rekreaci a odpočinku. Přírodní památka představuje místo, kde mohou trávit volný čas příjemnou procházkou, odreagovat se či vyvenčit psa. Nachází se zde také cvičiště místního jezdeckého klubu.
Velkou stanovištní a druhovou diverzitu využívají ale i odborníci pro své výzkumy a školy pro výuku biologie a ekologie. Velká návštěvnost a využití má nesporné výhody. Pojezd písčitých lokalit koňmi způsobuje potřebné disturbance – narušuje drny a obnažuje písčitý povrch, na který je vázána řada ohrožených druhů.
Snadná dostupnost s sebou ale nese i své nevýhody. Mezi nejvýznamnější patří množství černých skládek stavebního odpadu, které na druhou stranu slouží jako zimoviště obojživelníkům. Malým rizikem není ani hrozba zástavby, ať už přímo z důvodu zastavění části chráněného území, nebo z důvodu zvyšování izolovanosti území. Negativním následkem zástavby je i zvýšení světelného znečištění a změna hydrologického režimu lokality.